# Joop Boutmy
Pour les articles homonymes, voir Boutmy.
Joop Boutmy (né le 29 avril 1894 à George Town (Penang) et mort le 26 juillet 1972 à Verona (New Jersey)) est un footballeur international néerlandais. Il participe aux Jeux olympiques d'été de 1912, remportant la médaille de bronze avec les Pays-Bas.

## Biographie
Joop Boutmy reçoit 10 sélections en équipe des Pays-Bas entre 1912 et 1914, inscrivant un but.
Il participe aux Jeux olympiques de 1912 organisés en Suède. Lors du tournoi olympique, il joue trois matchs : contre l'Autriche (victoire 1-3), le Danemark (défaite 4-1), et la Finlande (victoire 0-9).
Le 15 novembre 1913, il inscrit un but en amical contre l'Angleterre (défaite 2-1 à Kingston-upon-Hull).

## Palmarès

### Jeux olympiques
- Jeux olympiques de 1912 :
  -  Médaille de bronze.